# René Leibowitz
René Leibowitz (Varsavia, 17 febbraio 1913 – Parigi, 28 agosto 1972) è stato un compositore, musicologo e direttore d'orchestra francese di origine polacca.

## Biografia
La sua famiglia si trasferì a Parigi nel 1926 ed egli completò i suoi studi in terra di Francia. Fra il 1930 ed il 1933, collaborò con Arnold Schönberg a Berlino e con Anton Webern a Vienna. Nel 1933 studiò orchestrazione a Parigi con Ravel e contemporaneamente vi svolse la professione di direttore d'orchestra fino al 1937. Nella veste di compositore adottò lo stile della musica dodecafonica del quale diverrà uno dei difensori più intransigenti. Ebbe fra i suoi allievi i compositori Pierre Boulez, Serge Nigg, André Casanova e Hans Werner Henze.

## Opere
Tra il 1939 e il 1972 compose oltre novanta opere di musica per orchestra, musica da camera, ed altri generi musicali, tra le quali:
- Sonata per pianoforte, op. 1 (1939)
- Dieci canoni per trio di fiati, op. 2 (1939)
- Quartetto per archi n. 1, op. 3 (a Rudolpf Kolisch) (1940)
- Sinfonia, op. 4 (1941)
- Doppio Concerto per violino, piano et 17 strumenti, op. 5 (Alban Berg in memoriam) (1941)
- Sei canzoni per voce di basso e piano, op. 6 (a Paul Dessau e a Henry Kahnweiller) (1942)
- Tourist Death, Aria per soprano e orchestra da camera, op. 7 (1943)
- Quattro pezzi per pianoforte, op. 8 (Edward Steuermann gewidmet) (1943)
- Tre Canzoni per soprano e piano da Pablo Picasso, op. 9 (1943)
- Concerto da camera per 9 strumenti, op. 10 (1944)
- Quintetto di fiati, op. 11 (1944)
- Sonata per violino e pianoforte, op. 12a (1944)
- Sonata per flauto e pianoforte, op. 12b (1944)
- Empedokles, per Coro misto a cappella (da F. Hölderlin), op. 13 (Lucie Kahnweiller in memoriam) (1945)
- Variazioni per orchestra (a Max Deutsch), op. 14 (1945)
- L'Explanation des Métaphores da Raymond Queneau, op. 15 (1947)
- Sinfonia da Camera per 12 strumenti (alla memoria di Anton Webern), op. 16 (1948)
- La Nuit close, op. 17, Dramma musicale in tre atti (libretto di Georges Limbour) (1949)
- Quattro canzoni di Michel Leiris, per soprano e pianoforte, op. 18 (1949)
- Tre pezzi per pianoforte, op. 19 (1950)
- Trio per violino, violoncello e pianoforte (dedicato al Trio Albeneri), op. 20 (1950)
- L'Emprise du Donné, op. 21 (1950)
- Quartetto per archi n. 2, op. 22 (1950)
- Duo per violoncello e pianoforte, op. 23 (1951)
- Perpetuum Mobile: The City di William Carlos Williams, sinfonia drammatica per narratore e orchestra, op. 24 (1951)
- Cinque canzoni per soprano e pianoforte (Abel, Williams, Joyce, Crane, Pound), op. 25 (1951)
- Quartetto per archi n. 3, op. 26 (1952)
- Fantasia per piano (Arthur Schnabel in memoriam), op. 27 (1952)
- Six Short Pieces per pianoforte (per André Casanova), op. 28 (1952)
- Cinque pezzi per clarinetto e pianoforte, op. 29 (1952)
- La Circulaire de Minuit, opera in 3 atti (libretto di Georges Limbour), op. 30 (1953)
- Sei pezzi per orchestra, op. 31 (1954)
- Concerto per pianoforte e orchestra (a Mary Jo), op. 32 (1954)
- Träume vom Tod und vom Leben (da Hans Arp) Sinfonia per solisti, narratore et coro, op. 33 (1955)
- Quattro canzoni per soprano e pianoforte (da James Joyce), op. 34 (1954)
- Concertino per viola e orchestra da camera, op. 35 (1954)
- Rapsodia Concertante per violino e pianoforte dedicata a Rudolf Kolisch, op. 36 (1955)
- La Notte - Epigramma - A Se Stesso - per coro misto a cappella (da T. Tasso e da Leopardi), op. 37 (1955)
- Serenata per baritono e 8 strumenti (testi di Hölderlin e di Brentano), op. 38 (1955)
- Symphonic Fantasia alla memoria di Erich-Itor , op. 39 (1956)
- The Renegade (Abel), per coro misto e 8 strumenti, op. 40 (1956)
- Capriccio per soprano et 8 strumenti, per Ruth e Paul Dessau, op. 41 (1957)
- Trio per archi per Mary Jo, op. 42 (1957)
- Sonata quasi una Fantasia, op. 43 (1957)
- Humoresque per percussion per Cora, op. 44 (1957)
- Quartetto per archi n. 4, op. 45 (1958)
- Tre Poemi di Georges Limbour à la mémoire de Maurice Ravel, op. 46 (1958)
- Concertino per pianoforte a quattro mani, op. 47 (1958)
- Ouverture per orchestra, per William Steinberg, op. 48 (1958)
- Damocles, ciclo di canzoni per soprano e pianoforte (da Michel Leiris), op. 49 (1958)
- Concerto per violino e orchestra, (per Ivry Gitlis) op. 50 (1958, eseguito nel 1961)
- Tre bagatelle per orchestra d'archi, op. 51 (1959)
- Art for Art's sake, una fantasia per orchestra jazz dedicata al mio amico Art Simmons, op. 52 (1959)
- Concertino per trombone e orchestra per Vinko Globokar, op. 53 (1960)
- Marijuana, variation non sérieuse, op. 54 (1960)
- Sinfonietta da camera, per  Luigi Rognoni, op. 55 (1961)
- Fantasia per violino solista, per George Tessier, op. 56 (1961)
- Introduction, Funeral March and Fanfare in memoriam Arturo Toscanini, op. 57 (1961)
- Concerto per violoncello e orchestra, per A. Baldevino, op. 58 (1962)
- Quartetto per archi n. 5, op. 59 (1963)
- Les Espagnols à Venise, Opera buffa in un atto (libretto di Georges Limbour) (per Zette et Michel Leiris), op. 60 (1963, eseguito nel 1970)
- Quatre Bagatelle per trombone e pianoforte à la mémoire de Tristan Tzara, op. 61 (1963)
- Toccata pour piano - per Monique e Claude Levi-Strauss, op. 62 (1964)
- Symphonic Rhapsody, op. 63 (1965)
- Tre studi miniature per pianoforte, per Silvia et Carlos Tuxen-Bang, op. 64 (1965)
- Quartetto per archi n. 6, alla memoria di Eduard Steuermann, op. 65 (1965)
- Suite per violino e pianoforte - pour Mary Jo, op. 66 (1965)
- Two songs per soprano e pianoforte d'Aimé Césaire, op. 67 (1965)
- A prayer, cantata sinfonica da James Joyce, op. 68 (1965)
- Sonatina per flauto, viola e arpa, per Michel Puig, op. 69 (1966)
- Tre capricci per vibrafono, per Jean-Pierre Drouet, op. 70 (1966)
- Two Settings after William Blake, per coro misto a cappella, per Mary Jo, op. 71 (1966)
- Quartetto per archi n. 7, per Cora, op. 72 (1966)
- Tre Poemi de Georges Bataille per voce di basso e pianoforte - alla memoria di Georges Bataille, op. 73 (1966)
- Motifs per narratore, flauto, clarinetto, violino e violoncello di Georges Limbour, op. 74 (1967)
- Short Suite for piano, op. 75 (1966)
- Due Poemi per soprano e pianoforte da Michel Leiris, op. 76a (1966)
- Chanson Dada di Tristan Tzara, op. 76b (1966)
- Sonetto, op. 77 (1967)
- Rondò Capriccioso per piano, op. 78 (1967)
- Capriccio per flauto e orchestra d'archi, op. 79 (1967)
- Four Songs per voce e pianoforte da Carl Einstein (Che Guevara in memoriam), op. 80 (1967)
- Suite per 9 strumenti per David Montgomery, op. 81 (1967)
- Legend per Franco Manino, op. 82 (1968)
- Quartetto per archi n. 8, per Raymond Cicurel, op. 83 (1968)
- Saxophone Quartet, per il quartetto di sassofoni di Lyon, op. 84 (1969)
- Labyrinthe, Dramma musicale in un atto (da Baudelaire), op. 85 (1969)
- Four Settings of Paul Celan per basso e pianoforte, op. 86 (1969)
- Tre intermezzi per pianoforte, op. 87 (1970)
- Laboratoire Central, piccola Cantata per narratore, coro femminile e orchestra da camera di Max Jacob alla memoria di Georges Limbour, op. 88 (1970)
- Scena e Aria per soprano et orchestra, op. 89 (1970)
- Sestetto di clarinetti, op. 90 (1970)
- Todos Caeran, opera in due atti e 5 quadri (libretto di René Leibowitz) - per Antoinette, op. 91 (1972)
- Trois poèmes de Pierre Reverdy, per quartetto vocale e pianoforte, op. 92 (1971)
- Quartetto per archi n. 9, op. 93 (1972)

## Repertorio
Diresse l'integrale delle sinfonie di Beethoven, con la Royal Philharmonic Orchestra, che apparve uno dei primi tentativi di correggere le interpretazioni del tempo riportandole a quanto contemplato nei manoscritti originali. Un tale approccio, al momento sotto stimato, si è imposto, ai nostri giorni, come essenziale per sancire l'evoluzione storica del concetto di interpretazione. 

## Scritti
- Schönberg et son école, édition Janin, (Paris 1947)
- Introduction à la musique de douze sons, édition l'Arche (Paris 1949)
- L'évolution de la musique, de Bach à Schönberg, édition Correa (Paris, 1951)
- Sibelius, le plus mauvais compositeur du monde (Liège 1951)
- Histoire de l'opéra, (1957)
- Schönberg,  édition Seuil, (Paris, 1969)
- Le Compositeur et son double, Essais sur l'interprétation musicale édition Gallimard (Paris 1971)
- Les fantômes de l'opéra. Essais sur le thèâtre lyrique, Gallimard,  (Paris 1972)